# Richard Lydekker
Richard Lydekker (London, 1849. július 25. – Harpenden, Hertfordshire, 1915. április 16.) angol zoológus, geológus és természetíró. Zoológiai szakmunkákban nevének rövidítése: „Lydekker”.

## Élete és munkássága
Londonban született, a cambridge-i Trinity College-ban tanult, és 1872-ben tanított is ott a Natural Science Tripos szakon. 1874-ben az Indiai Földtani Szolgálathoz (Geological Survey of India) szegődött. Indiában (főleg Kasmírban, ahol 1882-ig maradt) főleg a gerinces őslénytanban ért el jelentős eredményeket. Miután átvette Oldfield Thomas helyét a londoni Természettudományi Múzeumban (Natural History Museum), az ő feladata lett a fosszilis emlősök, hüllők és madarak kategorizálása (10 kötet, 1891).
Tevékenysége nagy hatással volt a biogeográfia fejlődésére is. 1895-ben húzta meg Indonézián át azt a vonalat, amelyet manapság Lydekker-vonalnak neveznek. Ez a vonal a keleti határa  Wallaceának, azaz az indomaláj ökozóna (orientális faunaterület) és az ausztrál ökozóna (ausztráliai faunabirodalom, Notogaea) határterületének (amely az indonéz szigetvilág középső szigeteit öleli fel).

### Fontosabb művei
Több könyvet is írt a természetről és felfedezéseiről. Néhány közülük:
- „A Manual of Palaeontology” két kötetben, 1889, ezt Henry Alleyne Nicholson paleontológus segítségével írta;
- „Phases of Animal Life” (1892),
- „The Royal Natural History”[10] (ezt W. H. Fowler segítségével írta; 8 kötet, 1893–1896) és
- „The Wild Animals of India, Burma, Malaya, and Tibet” (1900).

Emellett hozzájárult az „Encyclopædia Britannica” tizenegyedik kiadásához.
Igen nagy sikernek örvendett 1894-96-ban írt 12 kötetes, „Royal Natural History London” c. műve, amelyet a Frederick Warne & Co adott ki.

## Richard Lydekker által alkotott és/vagy megnevezett taxonok
Az alábbi linkben megnézhető Richard Lydekker taxonjainak egy része.

### Fordítás
- Ez a szócikk részben vagy egészben  a   Richard Lydekker című angol Wikipédia-szócikk fordításán alapul.  Az eredeti cikk szerkesztőit annak laptörténete sorolja fel. Ez a jelzés csupán a megfogalmazás eredetét és a szerzői jogokat jelzi, nem szolgál a cikkben szereplő információk forrásmegjelöléseként.